# Pagastiella minuta
Pagastiella minuta är en tvåvingeart som först beskrevs av Chernovskij 1938.  Pagastiella minuta ingår i släktet Pagastiella och familjen fjädermyggor. Inga underarter finns listade i Catalogue of Life.